# شهرستان ماناته (فلوریدا)
شهرستان ماناته، فلوریدا (به انگلیسی: Manatee County, Florida) یک سکونتگاه مسکونی در ایالات متحده آمریکا است که در فلوریدا واقع شده‌است.

## خصوصیات
شهرستان ماناته ۲٬۳۱۲٫۸۷ کیلومترمربع مساحت دارد.